# Corona de la reina Alejandra

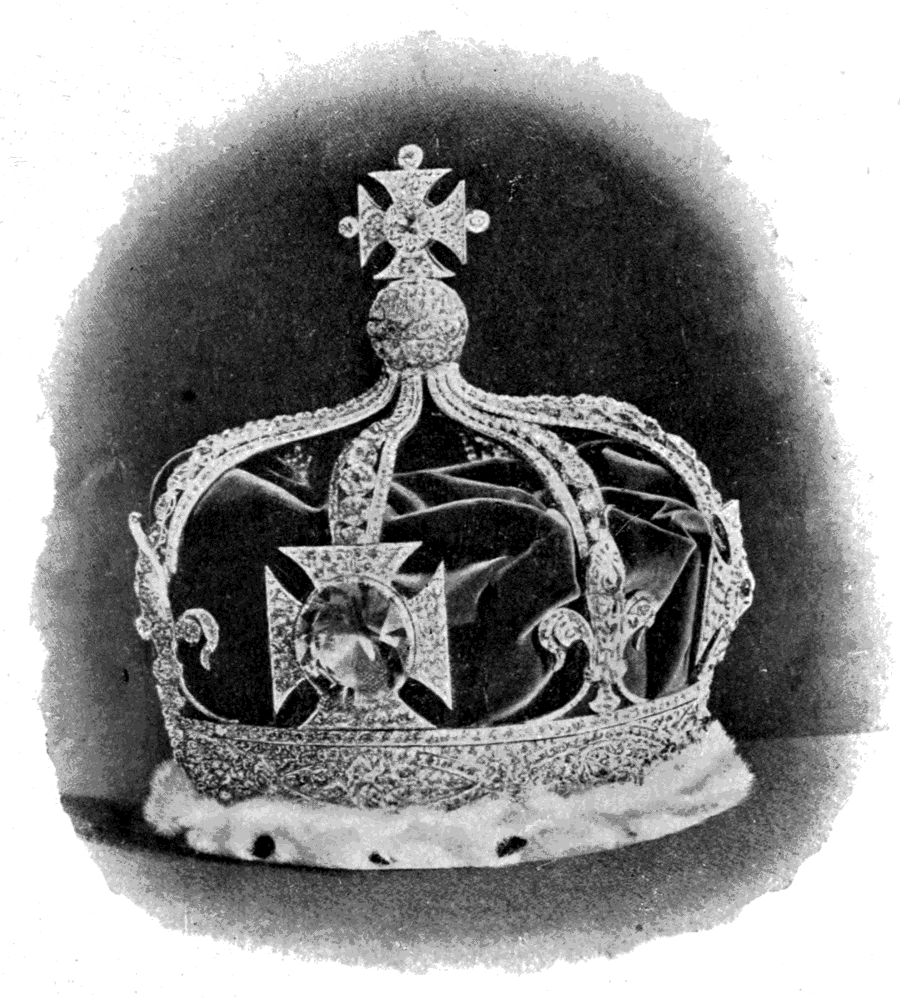
Grabado de la corona. La corona, de estilo europeo, presentaba más medios arcos de lo habitual en las coronas británicas y su capuchón estaba colocado más bajo, lo que permitía una visión clara a través de ella

La Corona de la Reina Alejandra fue la corona de consorte de la reina británica Alejandra de Dinamarca. Se confeccionó para la coronación de Eduardo VII y Alejandra en 1902, y actualmente forma parte de la colección real.

## Contexto histórico

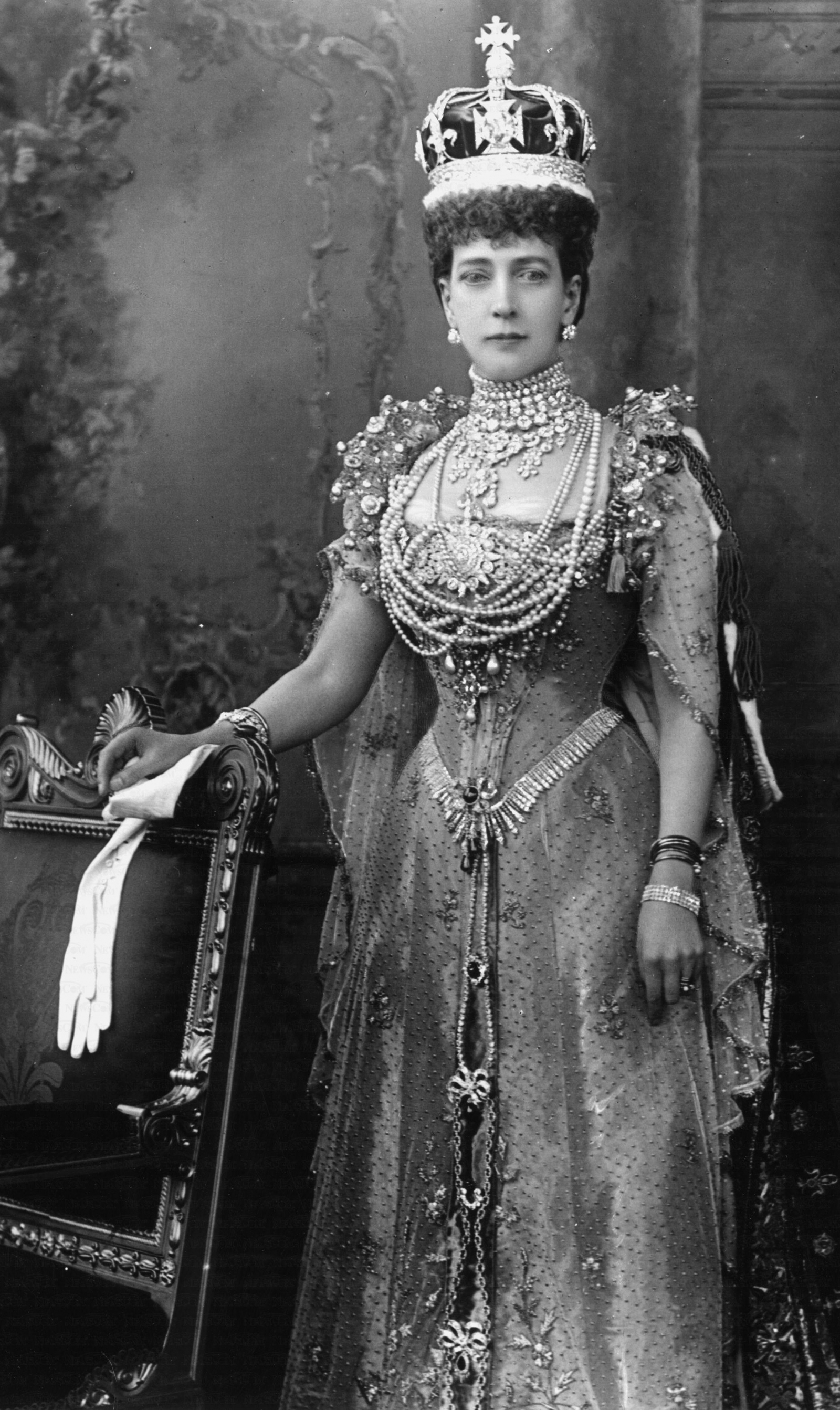
La reina Alejandra con la corona en una fotografía oficial de la coronación (1902)

La muerte de la reina Victoria en enero de 1901 puso fin a 64 años de ausencia de una reina consorte coronada en el Reino Unido, y el príncipe Alberto de Sajonia-Coburgo-Gotha no había sido coronado como tal. Tradicionalmente, las reinas consortes eran coronadas con la corona de María de Módena, del siglo XVII. Sin embargo, en 1831, Adelaida de Sajonia-Meiningen fue coronada con una nueva corona más pequeña de cuatro medios arcos, conocida como la Corona de la Reina Adelaida, debido a que la corona de Módena no se consideró adecuada.
En 1902, se decidió no utilizar las coronas de Módena ni de Adelaida para la primera coronación de una reina consorte en siete décadas. En su lugar, se decidió crear una nueva corona de consorte, que llevaría el nombre de la reina Alejandra.

## Estilo
La corona se apartaba del estilo tradicional de las coronas británicas y se asemejaba más a las coronas reales europeas. Estaba hecha de platino para mayor ligereza, era menos vertical que lo habitual en las coronas británicas y de diseño más aplanado, con ocho medios arcos, algo sin precedentes. Su arco frontal se unía a una cruz enjoyada en la que se engastaba el diamante Koh-i-Noor . Al igual que en las posteriores coronas de la reina María y de la reina Isabel, los arcos eran desmontables, lo que permitía usar la corona como diadema.
La corona de la reina Alejandra no fue usada por reinas posteriores, ya que se crearon nuevas coronas para María de Teck en 1911 y para Isabel Bowes-Lyon en 1937. La corona ahora se exhibe en la Torre de Londres. Para su exhibición, las principales piedras preciosas se han reemplazado por piedras artificiales de vidrio.